# Microthyris
Microthyris és un gènere d'arnes de la família Crambidae. El gènere va ser descrit per primera vegada per Julius Lederer el 1863.

## Taxonomia
- Microthyris alvinalis (Guenée, 1854)
- Microthyris anormalis (Guenée, 1854)
- Microthyris asadias (Druce, 1899)
- Microthyris lelex (Cramer, 1777)
- Microthyris microthyralis (Snellen, 1899)
- Microthyris miscellalis (Möschler, 1890)
- Microthyris prolongalis (Guenée, 1854)

Són sinònims secundaris de Microthyris:
- Crossophora Möschler, 1890 (no Meyrick, 1883: ocupat prèviament)
- Grossophora (lapsus)
- Cyclocena Möschler, 1890